# 구자욱
구자욱(具滋昱, 1993년 2월 12일 ~ )은 KBO 리그 삼성 라이온즈의 외야수이다.

## 삼성 라이온즈시절
2012년 한국프로야구 신인 드래프트에서 2라운드로 입단하였다. 초기에는 주로 2군에만 머물렀다. 시즌 후 경찰 야구단에 입대하였다.

## 경찰 야구단시절
2013년에는 3번이나 5번 타자로 출전하며 시즌 중반에는 3할 중반대의 타율을 기록했지만 시즌 후반 부상으로 결장하며 3할대 타율로 시즌을 마쳤다. 장타율이 늘었고 볼넷/삼진 비율이 개선된 모습을 보였다. 2013년 시즌 말 동아시아컵에 상무와 연합 팀 일원으로 출전해 좌익수로 전향했다.
2014년에는 주로 1루수로 주로 나왔고, 우익수, 지명타자로도 출전했는데 이는 그가 3루 수비를 부담스러워했기 때문이었다. 포지션은 주로 1루수, 3루수, 좌익수를 맡았고, 0.357의 타율로 남부 리그 타율 1위를 기록했다.
U-21 야구 월드컵에 참가해 4할이 넘는 타율과 6도루를 기록했고, 도루왕을 차지했다. 이 대회에서는 2루수, 중견수로 나오기도 했다. 2014년 시즌에 투수, 포수, 유격수를 제외한 모든 포지션을 소화했다.

## 삼성 라이온즈복귀

### 2015년 시즌
제대 후 그는 SK 와이번스와의 개막전에서 1군 데뷔전을 치르고 5타수 1안타 2타점을 기록했다. 전반기를 4할대의 타율로 마무리하고 올스타전에 출전했다. 시즌 후 신인왕 후보에 올라 기자단 총 투표 100표 중에 60표를 얻으며 신인왕 수상의 영예를 차지했다.

### 2016년 시즌
그의 자리를 확고히 하기 위해 팀은 채태인을 당시 키움 히어로즈 소속이었던 김대우와 1:1 트레이드했다. 팀에서 3번 타자 겸 1루수를 맡아 활약했으나 크고 작은 부상 때문에 전 경기에 출전하지 못했다. 하지만 3할대 타율, 14홈런으로 데뷔 시즌보다 좋은 기록을 남겼다.

### 2017년 시즌
수비 부담을 줄이기 위해 외야수로 전향했다. 이전 두 시즌 동안은 부상을 달고 살았으나 이 시즌에는 부상 없이 전 경기에 출전했다. 장타 비율이 많이 증가했지만, 삼진 비율도 증가했다. 이 시즌에 세 자릿수 득점-세 자릿수 타점 기록을 세웠다.

### 2018년 시즌
시즌 초반 극심한 슬럼프에 빠졌고, 옆구리 부상을 당했으나 5월에 타율 0.418을 기록했다. 2시즌 연속 20홈런을 쳐 냈고 본인만의 스윙도 만들어 냈다. 10월 13일에 시즌 세 자릿수 득점을 달성했다.

## 응원가
- 2017년 (원곡: 체리필터 - 《달빛소년》)

최강 삼성 안타 구자욱 승리를 위해 구자욱 워어우 워어~ 최강 삼성 구자욱!
- 2018년 ~ 현재 (구단의 자작곡이다. 저작권 문제로 김상헌 응원단장이 작은 밴드를 결성하여 직접 작사, 작곡하였다.)

최강 삼성 구자욱
치고 달려 구자욱
시원하게 한 방 날려버려 구자욱! (×2) 
- 2025년 ~ 현재 달빛소년 응원가가 부활했다.

## 국가대표 경력
- 2017년 APBC

## 수상 경력
- KBO 신인상 : 2015년
- KBO 득점상 : 2021년
- KBO 골든글러브 : 2021년, 2023년, 2024년 (외야수 부문)

## 출신 학교
- 대구본리초등학교
- 경복중학교
- 대구고등학교

## 통산 기록
| 연도 | 팀명   | 타율  | 경기 | 타수 | 득점 | 안타 | 2루타 | 3루타 | 홈런 | 루타 | 타점 | 도루 | 도실 | 볼넷 | 사구 | 삼진 | 병살 | 실책 |
| ---- | ------ | ----- | ---- | ---- | ---- | ---- | ----- | ----- | ---- | ---- | ---- | ---- | ---- | ---- | ---- | ---- | ---- | ---- |
| 2015 | 삼성   | 0.349 | 116  | 410  | 97   | 143  | 33    | 5     | 11   | 219  | 57   | 17   | 7    | 45   | 6    | 79   | 3    | 13   |
| 2016 | 삼성   | 0.363 | 108  | 428  | 105  | 147  | 19    | 13    | 24   | 234  | 77   | 10   | 5    | 55   | 5    | 68   | 4    | 7    |
| 2017 | 삼성   | 0.310 | 144  | 564  | 108  | 175  | 39    | 10    | 21   | 297  | 107  | 10   | 4    | 63   | 10   | 138  | 1    | 5    |
| 2018 | 삼성   | 0.333 | 116  | 478  | 100  | 159  | 26    | 5     | 20   | 255  | 84   | 10   | 0    | 43   | 5    | 110  | 4    | 4    |
| 2019 | 삼성   | 0.267 | 122  | 475  | 66   | 127  | 27    | 6     | 15   | 211  | 71   | 11   | 3    | 38   | 7    | 88   | 5    | 2    |
| 2020 | 삼성   | 0.307 | 118  | 446  | 70   | 137  | 27    | 2     | 15   | 213  | 78   | 19   | 5    | 51   | 8    | 91   | 4    | 2    |
| 2021 | 삼성   | 0.306 | 139  | 543  | 107  | 166  | 30    | 10    | 22   | 282  | 88   | 27   | 4    | 48   | 6    | 98   | 9    | 3    |
| 2022 | 삼성   | 0.291 | 99   | 409  | 69   | 119  | 23    | 3     | 5    | 164  | 38   | 11   | 1    | 27   | 3    | 84   | 7    | 4    |
| 2023 | 삼성   | 0.336 | 119  | 453  | 65   | 152  | 37    | 1     | 11   | 224  | 71   | 12   | 4    | 53   | 4    | 81   | 5    | 0    |
| 2024 | 삼성   | 0.343 | 129  | 493  | 92   | 169  | 39    | 1     | 33   | 309  | 115  | 13   | 4    | 55   | 12   | 73   | 6    | 1    |
| 통산 | 10시즌 | 0.318 | 1210 | 4699 | 879  | 1495 | 300   | 56    | 167  | 2408 | 786  | 140  | 37   | 478  | 66   | 910  | 48   | 41   |

- 빨간 글씨는 한국 프로야구 역사상 최고 기록
- 굵은 글씨는 해당 시즌 최고 기록